# Afropiesma
Afropiesma is een geslacht van wantsen uit de familie van de Piesmatidae (Amarantwantsen). Het geslacht werd voor het eerst wetenschappelijk beschreven door Pericart in 1974

## Soorten
Het genus bevat de volgende soort:

- Afropiesma jugatum Pericart, 1974